# حصار (فولاد لوي الشمالي)
حصار (بالفارسية: حصار) هي منطقة سكنية تقع في إيران في قسم فولاد لوي الشمالي الريفي. يقدر عدد سكانها بـ 111 نسمة بحسب إحصاء 2016.